# Рауль Вівер
Рауль Вівер (ісп. Raúl Viver; нар. 17 березня 1961) — колишній еквадорський тенісист.
Найвищу одиночну позицію світового рейтингу — 94 місце досяг 3 жовтня 1988, парну — 184 місце — 2 січня 1984 року.
Найвищим досягненням на турнірах Великого шолома був чвертьфінал в змішаному парному розряді.

## Титули на челленджерах

### Одиночний розряд: (3)
| Ранг | Рік  | Турнір                        | Покриття | Суперник        | Рахунок       |
| ---- | ---- | ----------------------------- | -------- | --------------- | ------------- |
| 1.   | 1988 | Новий Ульм, Західна Німеччина | Ґрунт    | Стефан Ерікссон | 7–5, 6–2      |
| 2.   | 1991 | Пемброк-Пайнс, США            | Ґрунт    | Джиммі Браун    | 6–3, 1–6, 7–6 |
| 3.   | 1991 | Сан-Паулу, Бразилія           | Ґрунт    | Габріель Маркус | 7–6, 3–6, 6–3 |

### Парний розряд: (3)
| Ранг | Рік  | Турнір                                  | Покриття | Партнер       | Суперники                   | Рахунок       |
| ---- | ---- | --------------------------------------- | -------- | ------------- | --------------------------- | ------------- |
| 1.   | 1982 | Брюссельський столичний регіон, Бельгія | Ґрунт    | Альберто Тоус | Девід Ґрем Лорі Вордер      | 3–6, 6–3, 7–5 |
| 2.   | 1983 | Брешія, Італія                          |          | Іван Камус    | Дасіу Кампос Едуардо Онсінс | 6–2, 5–7, 6–4 |
| 3.   | 1988 | Ньйон, Швейцарія                        | Ґрунт    | Уго Нуньєс    | Ян Апелль Велі Палохеймо    | 2–6, 6–4, 6–1 |